# 2018 VO35
2018 VO35 est un objet transneptunien de magnitude absolue 6,8 faisant partie du disque des objets épars. Son diamètre est estimé à 200 km, il est encore très mal connu.